# Хартоп (Сучава)
Хартоп (рум. Hârtop) насеље је у Румунији у округу Сучава у општини Хартоп. Oпштина се налази на надморској висини од 380 m.

## Становништво
Према подацима из 2002. године у насељу је живело 2364 становника, од којих су сви румунске националности.